# Atylotus venturii
Atylotus venturii är en tvåvingeart som beskrevs av Leclercq 1967. Atylotus venturii ingår i släktet Atylotus och familjen bromsar. Inga underarter finns listade i Catalogue of Life.